# Данець (Румунія)
Данець, Данеці (рум. Daneți) — село у повіті Долж в Румунії. Входить до складу комуни Данець.
Село розташоване на відстані 171 км на захід від Бухареста, 43 км на південний схід від Крайови.

## Населення
За даними перепису населення 2002 року у селі проживали 4419 осіб.
Національний склад населення села:
| Національність | Кількість осіб | Відсоток |
| -------------- | -------------- | -------- |
| румуни         | 4374           | 99,0%    |
| цигани         | 45             | 1,0%     |

Рідною мовою назвали:
| Мова      | Кількість осіб | Відсоток |
| --------- | -------------- | -------- |
| румунська | 4388           | 99,3%    |
| циганська | 31             | 0,7%     |